# Cum scăpăm de Coana Mare?
Cum scăpăm de Coana Mare? (titlu original: The Ladykillers) este un film american de comedie neagră din 2004 scris și regizat de Joel și Ethan Coen pe baza filmului Ucigașii de dame din 1955 regizat de Alexander Mackendrick și scris de William Rose.
Rolurile principale au fost interpretate de actorii Tom Hanks, Irma P. Hall, Marlon Wayans, J. K. Simmons, Tzi Ma și Ryan Hurst, și marchează prima colaborare a fraților Coen cu Tom Hanks și primul remake al fraților Coen.

## Distribuție
- Tom Hanks - Goldthwaite Higginson Dorr, Ph.D
- Irma P. Hall - Marva Munson
- Marlon Wayans - Gawain MacSam
- J. K. Simmons - Garth Pancake
- Tzi Ma - "The General"
- Ryan Hurst - Lump Hudson
- Diane Delano - Mountain Girl
- George Wallace - Sheriff Wyner
- Stephen Root - Mr. Gudge
- Jason Weaver  - Weemack Funthes
- Greg Grunberg - TV commercial director
- Blake Clark - Football Coach
- Aldis Hodge - Doughnut Gangster
- Jeremy Suarez - Li'l Gawain
- Bruce Campbell (nemenționat, cameo) - Humane Society worker